# ديجا فو (أغنية بوست مالون)
«ديجا فو» (بالإنجليزية: Deja Vu)‏ أغنية للرابر الأمريكي بوست مالون، كانت الأغنية المنفردة الرابعة في ألبومه الأول ستوني. تتضمن الأغنية أداء المغني الكندي جاستن بيبر وتم إصدارها في 8 سبتمبر 2016 بواسطة ريبابليك ريكوردز. تم إنتاج الأغنية بواسطة فرانك دوكز.

## اللوائح
| اللائحة (2016)                                                | أعلي ترتيب |
| ------------------------------------------------------------- | ---------- |
| كندا (كاناديان هوت 100)                                       | 43         |
| فرنسا (الإتحاد الوطني للنشر الفونوغرافي)                      | 151        |
| نيوزيلندا (ريكورديد ميوزك إن زيت)                             | 1          |
| اسكتلندا (شركة اللوائح الرسمية)                               | 44         |
| تصنيف المملكة المتحدة للأغاني المنفردة (شركة اللوائح الرسمية) | 63         |
| بيلبورد هوت 100 الأمريكية                                     | 75         |
| هوت أر&بي/هيب هوب سونغز الأمريكية (مجلة بيلبورد)              | 25         |
| ريذميك الأمريكية (مجلة بيلبورد)                               | 29         |

## الشهادات
| المنطقة                                            | الشهادة | المبيعات |
| -------------------------------------------------- | ------- | -------- |
| كندا (ميوزيك كندا)                                 | بلاتين  | 80000    |
| المملكة المتحدة (بي بي آي)                         | فضة     | 200000   |
| الولايات المتحدة (رابطة صناعة التسجيلات الأمريكية) | بلاتين  | 1000000  |

## وصلات خارجية
- كلمات هذة الأغنية علي جينيس